# Anatole urichi
Anatole urichi är en fjärilsart som beskrevs av May 1972. Anatole urichi ingår i släktet Anatole och familjen Riodinidae. Inga underarter finns listade i Catalogue of Life.